# Кастелветро-Посеђа (Сондрио)
Кастелветро-Посеђа је насеље у Италији у округу Сондрио, региону Ломбардија.
Према процени из 2011. у насељу је живело 158 становника. Насеље се налази на надморској висини од 609 м.